# World Bowling
L'International Bowling Federation (IBF) (dal 1952 fino all'aprile del 2014 Fédération Internationale des Quilleurs (FIQ); successivamente World Bowling (WB) dal 2014 al Novembre 2020) è la federazione sportiva internazionale, riconosciuta dal CIO, che governa lo sport del bowling.

## Requisiti
- Incoraggiare lo sviluppo del bowling a dieci e nove birilli in tutto il mondo.
- Promuovere l'amicizia internazionale promuovendo la competizione nazionale e internazionale nel bowling a dieci e nove birilli.
- Perseguire il riconoscimento del bowling a dieci e nove birilli come competizione atletica pienamente riconosciuta nei Giochi Olimpici.
- Sostenere le organizzazioni nazionali che promuovono il bowling a dieci e nove birilli nei rispettivi paesi e nel mondo nel suo insieme.

## Storia
Il primo tentativo di coordinare lo sport del bowling a livello mondiale organizzando campionati del mondo e portando uniformità attraverso regole di gioco universali, fu intrapreso nel 1926 da Finlandia, Germania, Paesi Bassi, Svezia e Stati Uniti con la formazione dell'International Bowling Association (IBA).
Nel dicembre 1951 i funzionari della vecchia IBA presero l'iniziativa di invitare i delegati di tutti i paesi interessati a venire ad Amburgo, Germania Ovest, il 27 gennaio 1952 per discutere lo stato del bowling e la possibile riattivazione dell'IBA.
| Stato          | 10 birilli | Classico | Bohle | Schere |
| -------------- | ---------- | -------- | ----- | ------ |
| Belgio         | X          |          |       | X      |
| Finlandia      | X          |          |       |        |
| Germania Ovest | X          | X        | X     | X      |
| Svezia         | X          |          |       |        |
| Svizzera       | X          |          |       |        |
| Austria        | X          | X        |       |        |
| Francia        |            | X        |       |        |
| Jugoslavia     |            | X        |       |        |
| Danimarca      |            | X        | X     |        |
| Paesi Bassi    |            |          | X     | X      |
| Lussemburgo    | X          | X        |       | X      |